# Erlöserkirche (Lüdenscheid)

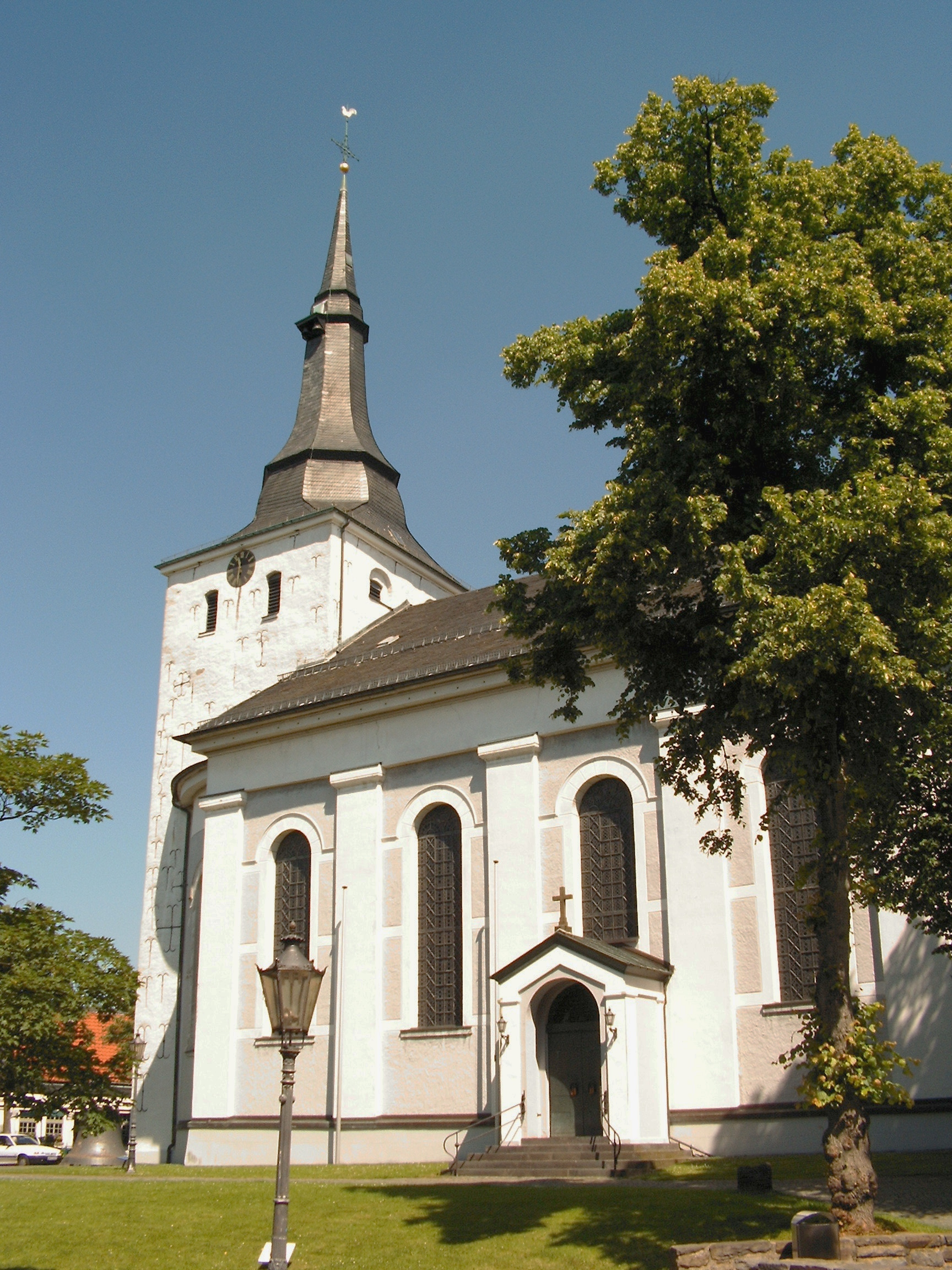
Erlöserkirche (Aufnahme 2005)

Die evangelische Erlöserkirche (ⓘ), die bis 1902 Medarduskirche hieß, ist die älteste Kirche in Lüdenscheid und steht im Zentrum der Altstadt von Lüdenscheid.

## Geschichte
Die Kirche, bzw. eine Vorgängerin, wurde erstmals im Jahre 1067 urkundlich erwähnt. Sie war bis zur Reformation dem heiligen Medardus, dem Ortspatron Lüdenscheids, geweiht. Im 12. Jahrhundert entstand an der Stelle eines romanischen Vorgängers als Kirchenschiff eine spätromanische zweijochige Pfeilerbasilika, der Chor stammte aus gotischer Zeit. Aufgrund von Baufälligkeit wurde sie 1822 abgerissen, der noch romanische Turmschaft blieb jedoch weiterhin erhalten. Am 26. März 1826 erfolgte die Einweihung des neuen, von dem Werdener Abteibaumeister Engelbert Kleinhanz (1758–1834) konzipierten Kirchenschiffes. Ein Entwurf des fürstlich-lippischen Landbaumeisters Wilhelm Tappe, eines Lüdenscheider Küstersohnes, war 1823 in einem Gutachten Karl Friedrich Schinkels abgelehnt worden.
Der Turmschaft der Erlöserkirche ist vermutlich das älteste erhaltene Bauwerk der Stadt und stammt noch aus dem 11. Jahrhundert. Nach Norden und Osten weist er typisch romanische Rundbogenfriese auf, welche jedoch heute durch das Kirchenschiffdach verdeckt werden. Das ursprünglich zum Kirchenschiff offene Obergeschoss diente in der Art einer „Herrscherempore“ als Grundherrensitz und als Michaelskapelle.
Sowohl 1920 als auch 2000 wurde die Glockenanlage der Erlöserkirche erneuert.
Die alte Orgel wurde 2014 letztmals genutzt, 2015 nach Polen verkauft, und 2018 durch eine neue Orgel des Salzkottener Orgelbauers Albert Baumhoer ersetzt.

## Beschreibung
Die charakteristische, noch barock anmutende gestufte Haube erhielt der Kirchturm erst 1785. Sie prägt das Stadtbild Lüdenscheids wesentlich mit. Der Turmschaft wird durch 180 Eisenanker gesichert und gleichzeitig dekorativ aufgelockert. Das klassizistische Kirchenschiff mit Apsis wird durch Rundbogenfenster und die Fassade gliedernde Pilaster geprägt. Im Inneren finden sich ein Holzgewölbe und Emporen. Der Kanzelaltar stammt mutmaßlich von Adolf von Vagedes, einem Schüler Karl Friedrich Schinkels. Die Kirche besitzt fünf Glocken.

## Orgeln

### Vorgängerorgeln
1825 wurde die aus der Vorgängerkirche stammende und dort 1792 von Johann Christian Kleine (Sohn von Johann Heinreich Kleine (1693–1773), Orgelbauer aus Freckhausen bei Gummersbach) errichtete Orgel durch Christian und Daniel Roetzel aus Alpe bei Derschlag eingebaut. Die Disposition der Orgel von J. C. Kleine aus dem Jahr 1792 lautete:
| I Manual C–f3 |                      |     |
| 1.            | Bordun               | 16′ |
| 2.            | Violdigamba          | 16′ |
| 3.            | Principal (Prospekt) | 8′  |
| 4.            | Bordun offen         | 8′  |
| 5.            | Fleut Amour          | 8′  |
| 6.            | Violdigamba          | 8′  |
| 7.            | Octav (Prospekt)     | 4′  |
| 8.            | Nachthorn gedeckt    | 4′  |
| 9.            | Octav                | 2′  |
| 10.           | Sesquialter II       | 3′  |
| 11.           | Mixtur IV            | 2′  |
| 12.           | Cimbel II            | 2′  |
| 13.           | Cornetti IV D        | 1′  |
| 14.           | Basson B             | 16′ |
| 15.           | Trompett D           | 16′ |
| 16.           | Trompett             | 8′  |

| II Positiv C–f3 |                          |       |
| 17.             | Principal (Prospekt)     | 8′    |
| 18.             | Gedact                   | 8′    |
| 19.             | Quintadena               | 8′    |
| 20.             | Violdigamba              | 8′    |
| 21.             | Undamaris (oder Lamento) | 8′    |
| 22.             | Octav (Prospekt)         | 4′    |
| 23.             | Fleut traver             | 4′    |
| 24.             | Fugara                   | 4′    |
| 25.             | Octav                    | 2′    |
| 25.             | Scharff V                | 1 ⁄2′ |
| 26.             | Musette B                | 8′    |
| 27.             | Hautbois D               | 8′    |
| 28.             | Voxhumana                | 8′    |

| Pedal C–g |             |     |
| 29.       | Subbass     | 16′ |
| 30.       | Principal   | 8′  |
| 31.       | Violoncello | 8′  |
| 32.       | Bassetto    | 4′  |
| 33.       | Posaune     | 16′ |
| 34.       | Trompett    | 8′  |

- Koppeln: II/I, I/P, II/P
- Schwebung, Ventil, Kalkanten Schell
- Drei Bälge 9′ lang 4 1⁄2′ breit

1898 baute der Kaiserliche Hoflieferant, Orgelbauer Wilhelm Sauer (Frankfurt/Oder) eine neue pneumatische Orgel für die Erlöserkirche. Das Instrument, eine Schenkung der Witwe des Lüdenscheider Fabrikanten Leonard Ritzel, hatte 36 Register, die auf 3 Manuale und ein Pedal verteilt sind.
1911 empfahl Sauer aufgrund der Distanz einen anderen Orgelbauer für die anstehenden Wartungsarbeiten in der Orgel, Bernhard Koch aus Barmen bei Wuppertal.
1945 erfolgte massiver Artilleriebeschuss in Lüdenscheid. Die Buntglasfenster der Erlöserkirche brachen zusammen, die Orgel allerdings blieb unbeschädigt.
1953 initiierte der Kantor Oswald Schrader den Umbau der Orgel, die dem aktuellen Zeitgeschmack entsprechen sollte (sogenannte „Barockisierung“), die durch die Fa. Koch erfolgt. Das Instrument bekam eine elektro-pneumatische Traktur, der Spieltisch wurde auf die linke Seite der Empore verstellt. Das Gehäuse wurde weiß angestrichen, das Pfeifenwerk wurde nur ein wenig verändert.
1964 veranlasste der Kantor Eberhard Essrich einen Orgelneubau durch die Fa. Alfred Führer aus Wilhelmshaven. Die Sauer-Orgel wurde abgebaut, durch die Fa. Koch überarbeitet und in der neugebauten Kreuzkirche installiert. Bei dieser Überholung gingen das alte Orgelgehäuse sowie über 50 % der historischen Pfeifensubstanz verloren.
1968 wurde in der Erlöserkirche die neugebaute Führer-Orgel eingeweiht.
2014 wurde die Führer-Orgel aus primären Sicherheitsgründen stillgelegt (marode Elektrik).
2015 erfolgte die Gründung der Stiftung Altstadtorgel in Lüdenscheid.

### Baumhoer-Orgel
2016 begann die Fa. Albert Baumhoer Orgelbau, Salzkotten, den Orgelneubau, der im November 2018 fertiggestellt wurde. Das Konzertinstrument im französisch-symphonischen Stil verfügt über 41 klingende Register, die auf drei Manuale und Pedal verteilt sind. Die Disposition orientiert sich an Werken von Aristide Cavaillé-Coll.
| I Grand-Orgue C–c4         |     |
| Bourdon                    | 16′ |
| Montre                     | 8′  |
| Flûte Harmonique           | 8′  |
| Viole de Gambe             | 8′  |
| Bourdon                    | 8′  |
| Prestant                   | 4′  |
| Flûte Creuse               | 4′  |
| Doublette (aus Plein Jeu)  | 2′  |
| Cornet V                   | 8′  |
| Plein Jeu IV–V             | 2′  |
| Basses de Basson (aus III) | 16′ |
| Trompette                  | 8′  |

| II Positif Expressif C–c4 |        |
| Principal                 | 8′     |
| Salicional                | 8′     |
| Unda Maris                | 8′     |
| Cor de Nuit               | 8′     |
| Fugara                    | 4′     |
| Flûte à Cheminée          | 4′     |
| Nasard                    | 2 ⁄3′  |
| Doublette                 | 2′     |
| Tierce                    | 1 3⁄5′ |
| Larigot                   | 1 ⁄3′  |
| Basses de Cromorne (Ext.) | 16′    |
| Cromorne                  | 8′     |
| Tremblant                 |        |

| III Récit Expressif C–c4 |       |
| Quintaton                | 16′   |
| Flûte Traversière        | 8′    |
| Bourdon                  | 8′    |
| Gambe                    | 8′    |
| Voix Céleste             | 8′    |
| Flûte Octaviante         | 4′    |
| Octavin                  | 2′    |
| Plein Jeu IV             | 2 ⁄3′ |
| Basses de Basson (Ext.)  | 16′   |
| Trompette                | 8′    |
| Basson-Hautbois          | 8′    |
| Voix Humaine             | 8′    |
| Clairon Harmonique       | 4′    |
| Tremblant                |       |

| Pédale C–g1       |     |
| Bourdon           | 32′ |
| Soubasse          | 16′ |
| Flûte             | 16′ |
| Bourdon           | 8′  |
| Flûte             | 8′  |
| Flûte             | 4′  |
| Bombarde          | 16′ |
| Trompette         | 8′  |
| Cromorne (aus II) | 8′  |
| Cromorne (aus II) | 4′  |
| Cromorne (aus II) | 2′  |

- Koppeln: II/I, III/I, III/II,  I/P, II/P, III/P
- Spielhilfe: Setzeranlage

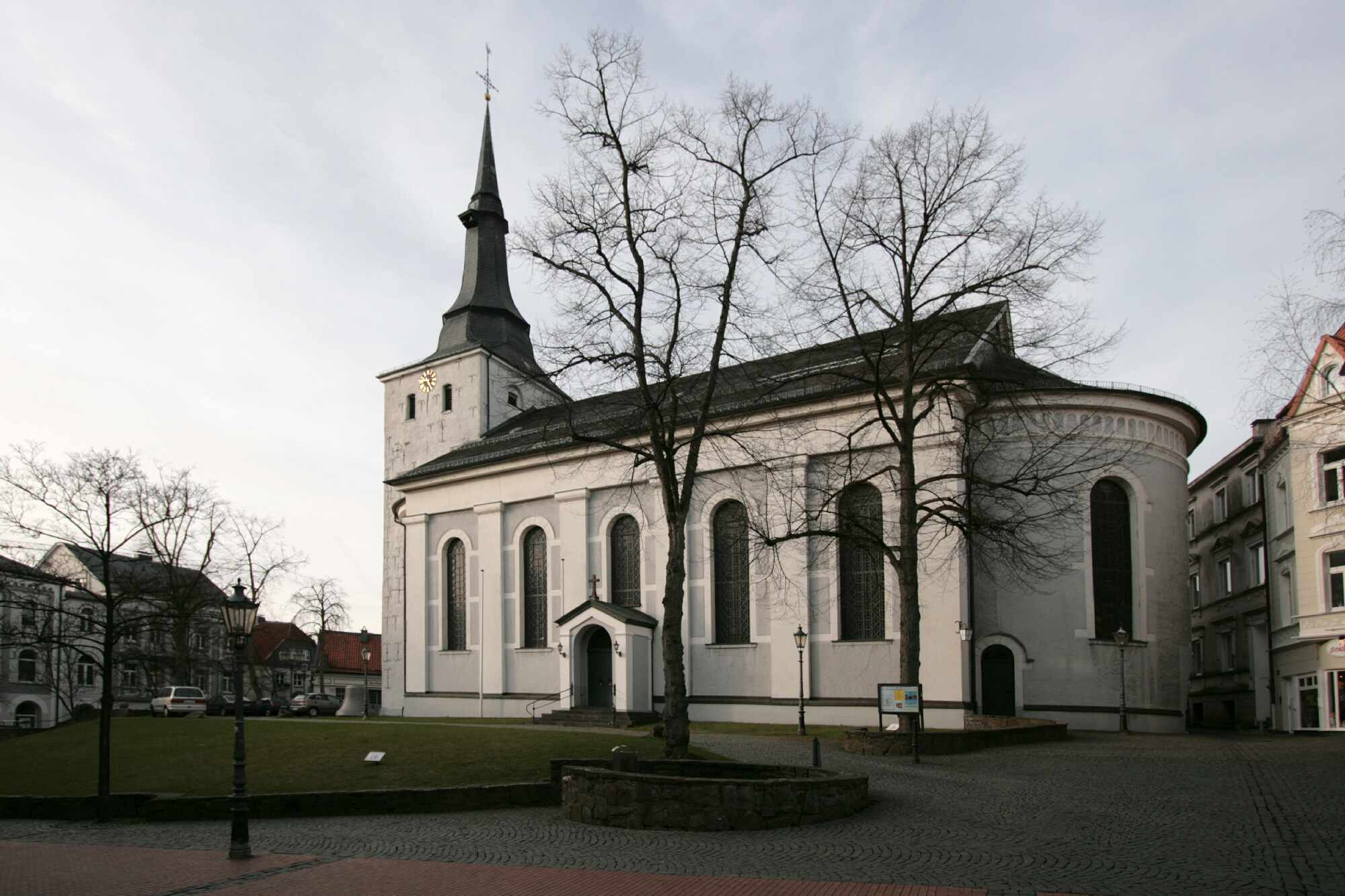
Erlöserkirche
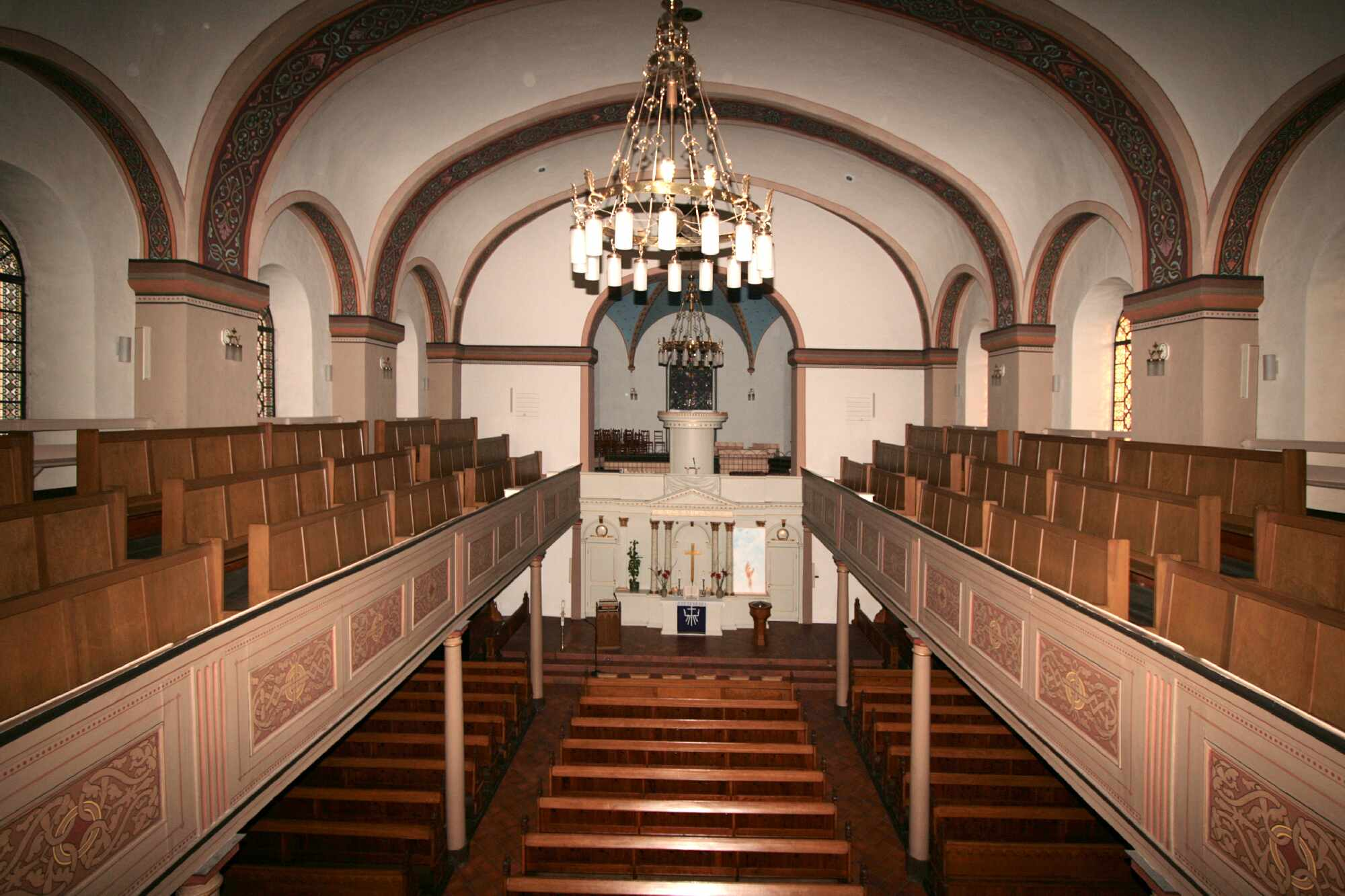
Erlöserkirche, Innenansicht
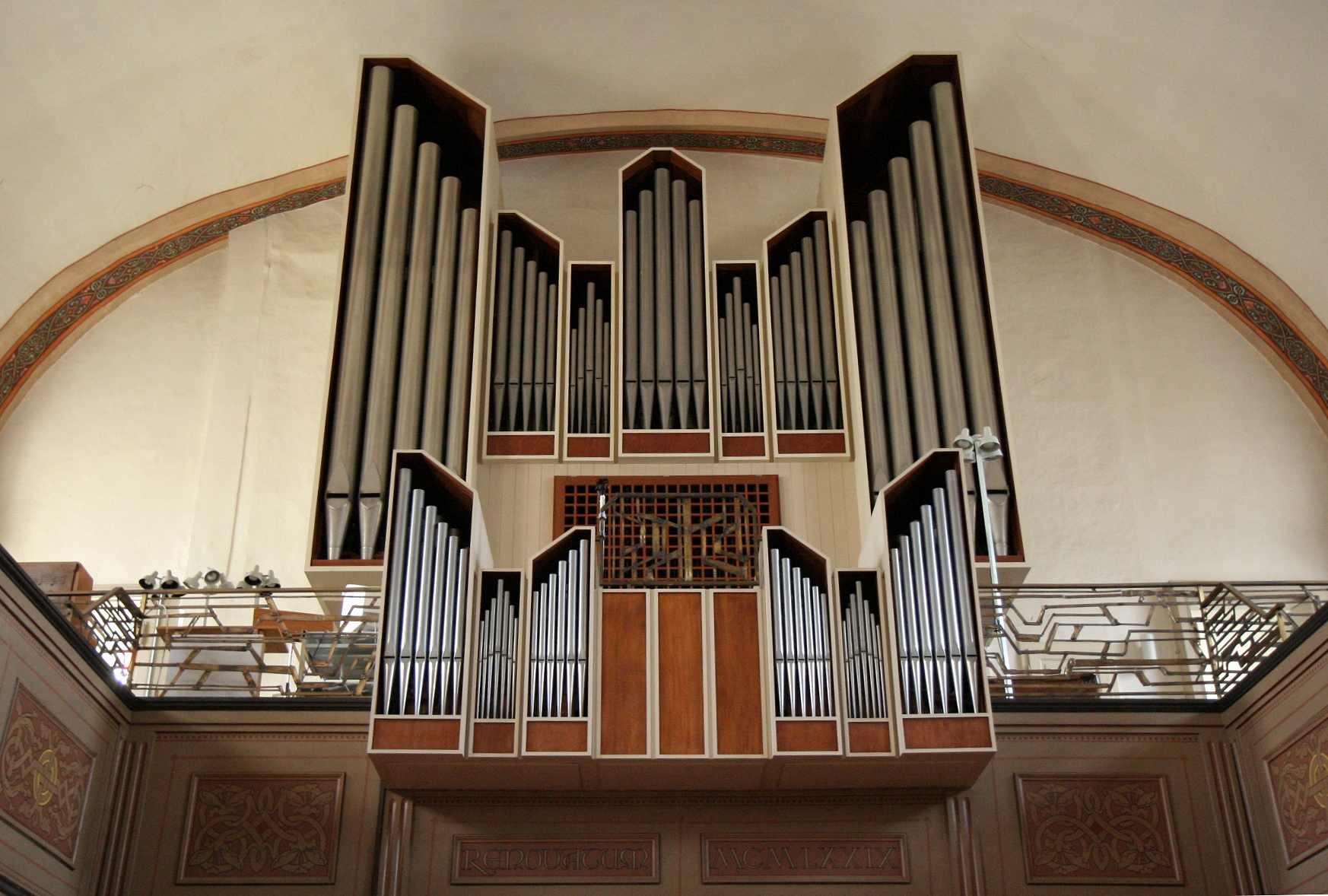
Die 2015 abgebaute Führer-Orgel der Erlöserkirche
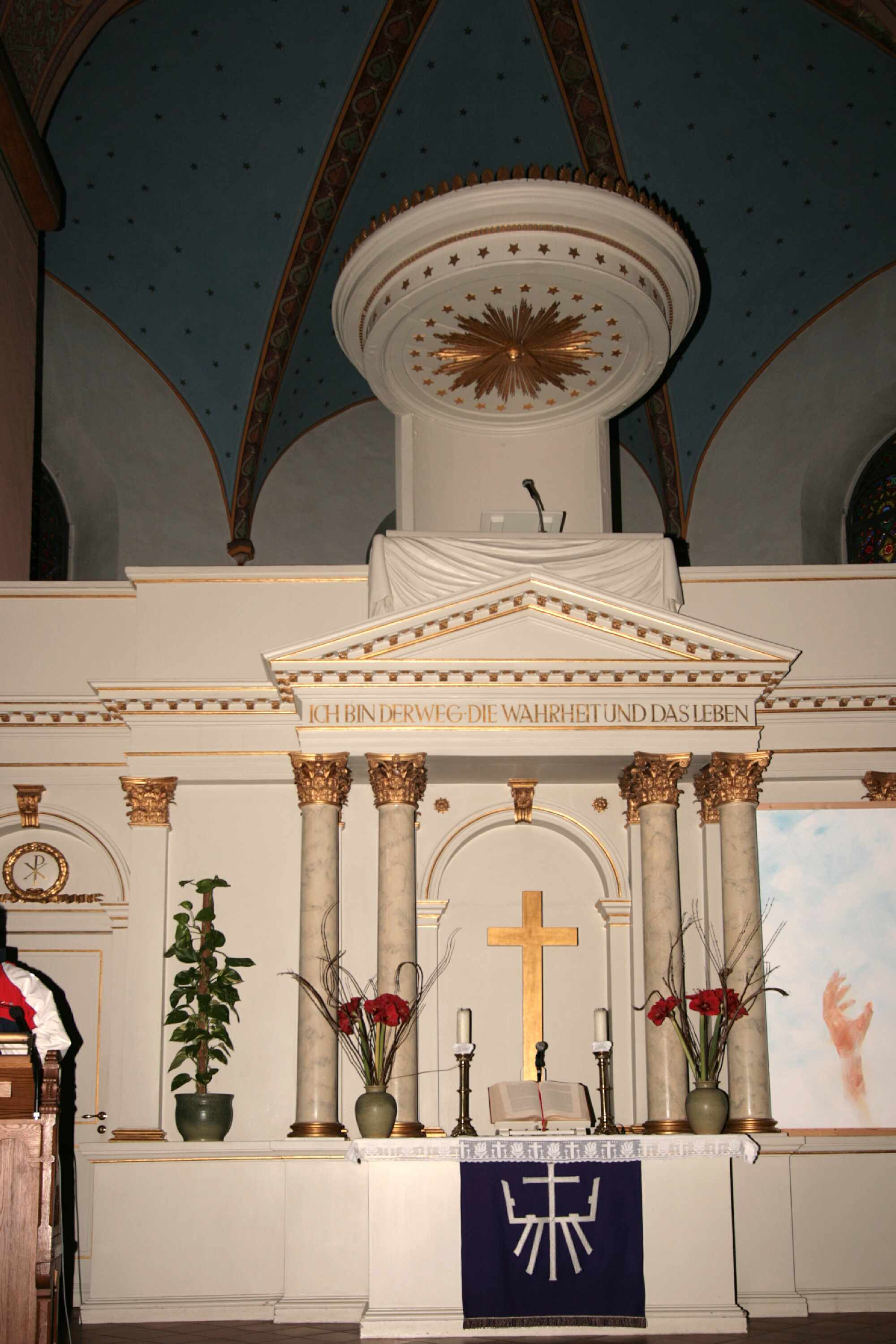
Erlöserkirche, Kanzelaltar vor dem Chor mit „Sternenhimmel“
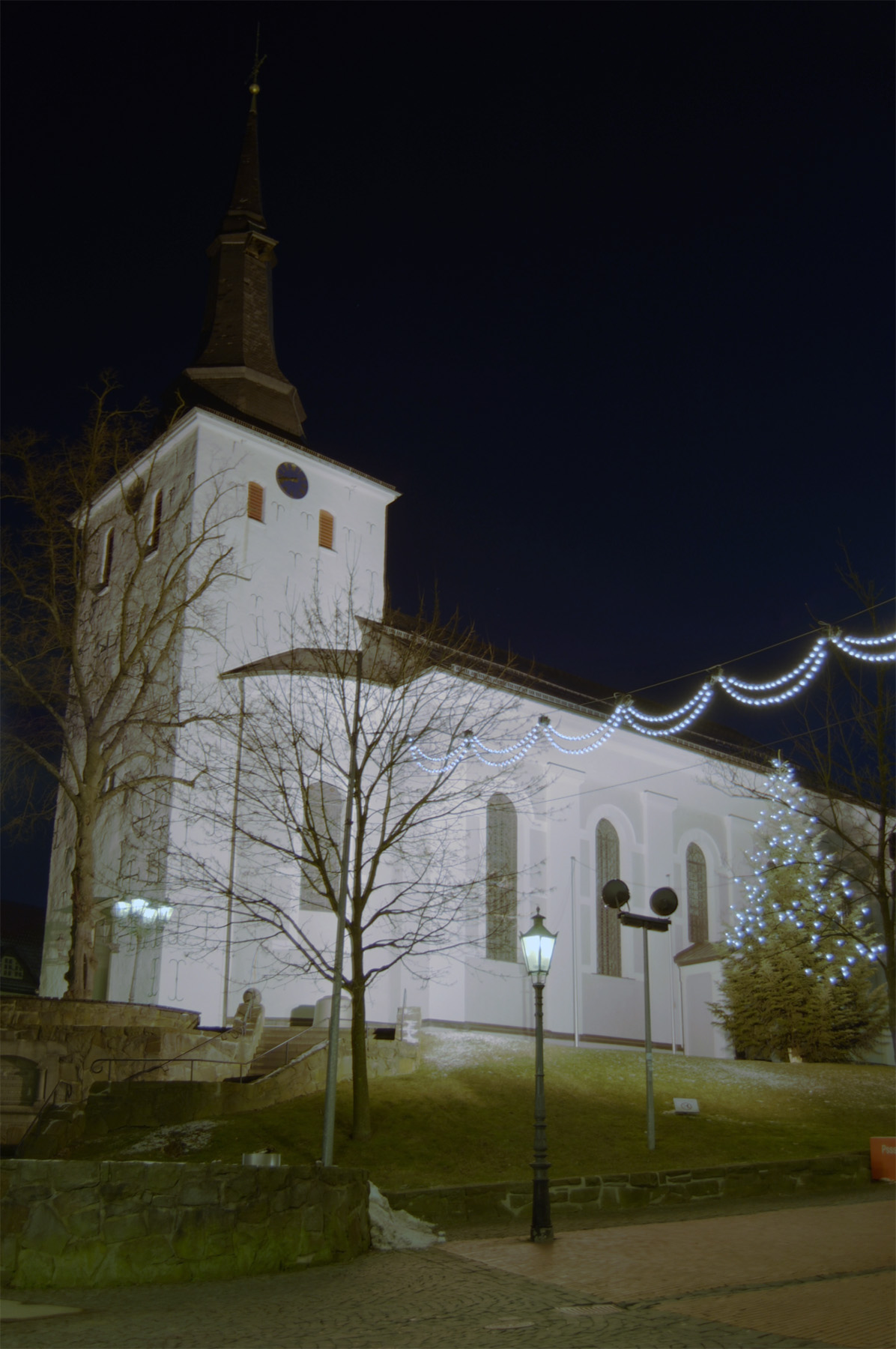
Erlöserkirche, nachts
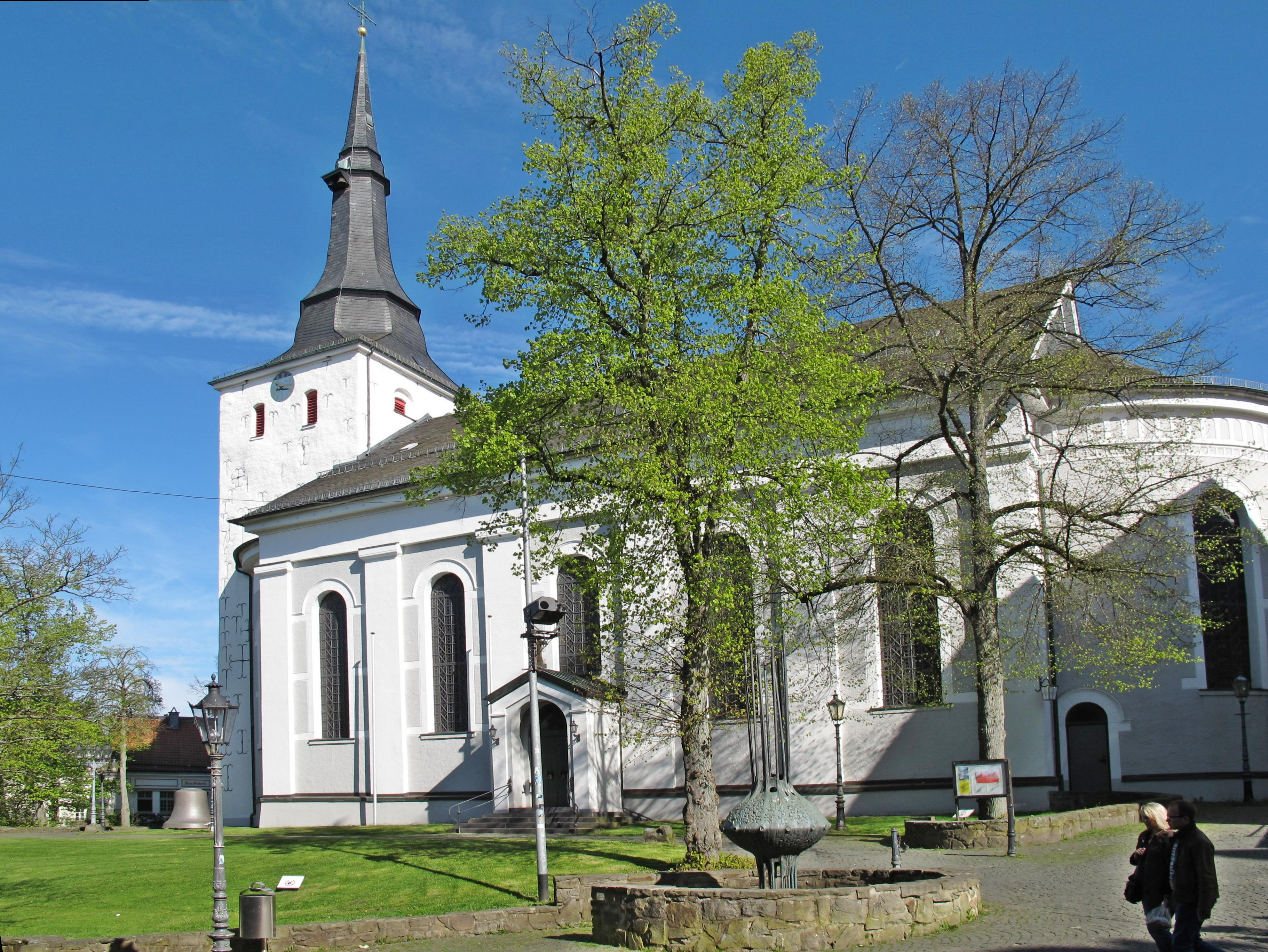
Erlöserkirche